# Земельна ділянка
Земе́льна діля́нка — це частина земної поверхні з установленими межами, певним місцем розташування, з визначеними щодо неї правами (Земельний кодекс України. Стаття 79).
Земе́льна діля́нка, більш розширено — частина земної поверхні, що має визначені межі, відзначається певним місцерозташуванням, природними властивостями, фізичними параметрами, правовим і господарським станом та іншими ознаками.
До основних властивостей земельної ділянки, слід віднести: межу, площу, адресу та кадастровий номер; правові атрибути: права та зобов'язання суб'єкта володіти, розпоряджатись, користуватись, управляти, спадкувати, тощо, наявність обмежень, обтяжень, земельних сервітутів; якісні атрибути: вартість в користуванні та вартість в обміні, а в сільському господарстві додатково ґрунтовий покрив, рельєф та експозиція схилу, конфігурація, кліматичні особливості та інше .
Під час проведення оцінки земельна ділянка розглядається як частина земної поверхні і (або) простір над та під нею висотою і глибиною, що необхідні для здійснення земельних поліпшень.
Формува́ння земе́льної діля́нки — встановлення її технічних, економічних характеристик та юридичного статусу в процесі землеустрою.

## Право власності
Абсолютне право власності на землю (з її природними ресурсами) — це право власності народу (громадян) України на частину Земної поверхні в межах території країни та на природні ресурси її континентального шельфу (морської) економічної зони. Однак в юридичній літературі досить поширеною є точка зору, відповідно до якої вважається, що абсолютними є ті права, які не підлягають обмеженню (відчуженню). Від імені Українського народу права власника здійснюють органи державної влади та органи місцевого самоврядування в межах, визначених Конституцією України. Земля є основним національним багатством, що перебуває під особливою охороною держави.
Право власності — це обов'язок. Власність не повинна використовуватися на шкоду людині і суспільству. Використання власності не може завдавати шкоди правам, свободам та гідності громадян, інтересам суспільства, погіршувати екологічну ситуацію і природні якості землі [Архівовано 21 квітня 2018 у Wayback Machine.].
Право власності на земельну ділянку:
– це право володіти, користуватися і розпоряджатися земельною ділянкою виключно відповідно до закону;
– це обов'язок: сплачувати земельний податок; використовувати за цільовим призначенням; дотримуватися правил добросусідства й обмежень та інших зобов'язань визначених статтею 91 [Архівовано 3 лютого 2017 у Wayback Machine.] Земельного Кодексу України.
Об'єктом права власності на землю — є земельна ділянка.
Право власності на земельну ділянку поширюється в її межах на поверхневий (ґрунтовий) шар, а також на водні об'єкти, ліси і багаторічні насадження, які на ній знаходяться, якщо інше не встановлено законом та не порушує прав інших осіб (Земельний кодекс України. Стаття 79).
Право власності на земельну ділянку розповсюджується на простір, що знаходиться над та під поверхнею ділянки на висоту і на глибину, необхідні для зведення житлових, виробничих та інших будівель і споруд (Земельний кодекс України. Стаття 79).
Власник земельної ділянки
Юридична чи фізична особа, територіальна громада чи держава, яка володіє сукупністю трьох правомочностей власника по володінню, користуванню та розпорядженню належною на праві власності земельною ділянкою.
Формування земельної ділянки
Встановлення її технічних, економічних характеристик та юридичного статусу в процесі землеустрою.
Постійне користування землею
використання земельної ділянки без заздалегідь встановленого строку.
Розпорядження земельною ділянкою
Одна із складових правомочностей власника земельної ділянки, яка означає можливість суб'єкта права власності на землю на свій розсуд визначати долю належної йому земельної ділянки способами, які не заподіюють шкоди здоров'ю людей, навколишньому природному середовищу і не порушують прав інших власників земельних ділянок і землекористувачів.
Володіння земельною ділянкою
Одне з трьох повноважень власника земельної ділянки, що полягає в можливості мати її в розпорядженні і використанні.
Тимчасове користування земельною ділянкою
Тимчасове платне використання земельної ділянки строком до 3-х років або до 25 років (на умовах оренди — до 50 років). Якщо земельна ділянка в оренді забудовника, то після завершення будівництва, введення в експлуатацію до закінчення строку оренда, земля переходить до власності інвесторів.
Відчуження земельної ділянки
Передача права на земельну ділянку (тобто права володіння, користування та розпорядження землею) її власником іншій фізичній чи юридичній особі, територіальній громаді чи державі. Відчуження може бути платне (купівля-продаж, міна) і безоплатне (дарування, спадщина тощо). Також актуальним питанням є відчуження земельної ділянки шляхом внесення її до статутного капіталу господарських товариств, або відчуження таким шляхом права користування землею.

## Площа земельної ділянки
Геодезична площа земельної ділянки
Площа проєкції межі ділянки на площину проєкції, на якій встановлена геодезична система координат. Геодезична площа визначається за координатами кутів повороту межі.
Фізична площа земельної ділянки
Площа земної поверхні в межах ділянки з урахуванням нерівностей фізичної поверхні землі: схилів, ярів, пагорбів, западин тощо.

## Забудована земельна ділянка
Забудованою площею земельної ділянки вважається площа, зайнята всіма будівлями. Забудованою слід вважати також площу під заглибленими (підземними) спорудами, під арками будинків.

## Огородження
Огорожа ділянки — тини, паркани, частоколи, плоти, мури та інше, повинна ставитися тільки на межах, визначених відповідними місцевими органами державної виконавчої влади.

## Ціна землі
Ціна землі — капіталізована земельна рента, яка приносить прибуток у вигляді відсотку. На основі приватної власності на землю виникає її купівля та продаж. Ціна землі відрізняється від цін на інші товари. Земля — це благо природи, а не продукт праці. Тим не менш вона приймає товарний вигляд.
Земля позбавлена вартості, але має ціну. Купівля землі означає купівлю права на отримання з земельної ренти, прибуту; її ціна виникає на цій основі. Чим більшу ренту дає земельна ділянка, тим більше грошей будуть платити за неї покупці, отже, ціна землі буде більша. Впливає на ціну земні і норма позичкового відсотка. Покупець землі завжди порівнює ренту з позичковим відсотком, який він може отримати, якщо покладе гроші до банку. Ціна землі дорівнює сумі грошей, яка будучи віддана в позику, щорічно приносить дохід, рівний ренті, що отримується з цієї землі.
{\displaystyle P={\frac {R}{B}}100\%\,}
- P — Ціна землі
- R — Земельна рента
- B — Банківський відсоток

Вартість земельної ділянки — це грошове вираження земельної власності на даний конкретний момент.
Ринкова вартість земельної ділянки — вартість земельної ділянки, яка сформована попитом покупців і пропозицією продавців на ринку нерухомого майна за взаємною згодою
Грошова оцінка землі — оцінка гектара ріллі в грошовому значенні по кожному господарству району, розрахована Інститутом землеустрою Української академії аграрних наук та затверджена рішенням органу місцевого самоврядування.
Грошова оцінка земельної ділянки — капіталізований рентний доход від використання земельної ділянки.